# Konung Oscar II:s likbegängelse
Konung Oscar II:s likbegängelse je švédský němý film z roku 1907. Film měl premiéru 20. prosince 1907.

## Děj
Film zachycuje pohřeb Oskara II., který se konal 19. prosince 1907. Ukazuje převoz mrtvoly z hradní kaple do Riddarholmského kostela.